# Übergeordnetes Straßennetz von Berlin

Unterschiedliche Netzstruktur: Radialen im Osten vs. Ringsystem im Westen nach Vereinigung der geteilten Stadt

Das übergeordnete Straßennetz von Berlin ist eine Kategorisierung der Straßen in Berlin. Die Maßnahmenhoheit im Hauptstraßennetz der Kategorien I bis IV liegt beim Land Berlin, analog zu Landesstraßen in anderen Bundesländern, während die Nebenstraßen von den Bezirken verwaltet werden.
Die Senatsverwaltung für Umwelt, Verkehr und Klimaschutz (SenUVK) bündelt in Abteilung VI Verkehrsmanagement für das Land Berlin alle Stellen und Aktivitäten an einer zentralen Stelle, die den fließenden Verkehr auf dem Berliner Hauptstraßennetz regeln. Sie hat zum 1. Januar 2020 die Aufgaben der vormaligen nachgeordneten Behörde Verkehrslenkung Berlin (VLB) sowie der obersten Straßenverkehrsbehörde übernommen. Die Straßenverkehrsbehörden der Bezirke sind unter anderem für den ruhenden Verkehr und für den Verkehr auf Nebenstraßen zuständig.
Die aktuellen Verkehrsinformationen werden gesteuert über die Verkehrsinformationszentrale Berlin (VIZ), einem Bestandteil der SenUVK. Betrieben wird die VIZ von der VMZ Berlin Betreibergesellschaft mbH, einer hundertprozentigen Tochtergesellschaft von Siemens Mobility. Die Straßenbauplanung im übergeordneten Straßennetz folgt den Richtlinien für integrierte Netzgestaltung (RIN) und ist in dem eigenen Stadtentwicklungsplan StEP Verkehr festgehalten. Der aktuelle Stadtentwicklungsplan Verkehr liegt seit dem 29. März 2011 vor und betrifft den Bestand und die Planung des Straßennetzes bis 2025.
Die zugeordneten Straßen im übergeordneten Straßennetz Berlins stehen im von der Senatsverwaltung für Stadtentwicklung und Wohnen herausgegebenen Geoportal Berlin (FIS-Broker) bereit. Darin sind die Straßenstücke nicht zu übergeordneten Verkehrswegen mit eigener Nummerierung zusammengefasst, sondern verbleiben als etwa 40.000 Einzeldatensätze.

## Kategorien
Grundlage der Einstufung sind die Verbindungsfunktionsstufen, die sich aus den Richtlinien für integrierte Netzgestaltung (RIN oder RAS-N) ableiten. Berlin weist eine multizentrische Struktur auf, die ihrem historischen Wachstum entsprechend der Eingemeindungen folgt, die 1920 teilweise selbst Großstädte waren. Die Zentrumsstruktur ist in einem eigenen Stadtentwicklungsplan Zentren aufgeführt. In Abhängigkeit von der Verbindung dieser Zentren und Unterzentren miteinander werden dem Hauptstraßennetz entsprechende Verbindungsfunktionsstufen zugewiesen. Aus Verbindungsfunktion und Verkehrswegekategorie folgt ein hierarchischer Knotenplan mit verschiedenen Stufen.

Kategorie I großräumige Straßenverbindung:

sind Verbindungen zwischen Oberzentren in der Region und den Zentrumsbereichen Mitte und City West

Kategorie II übergeordnete Straßenverbindung:

nach RAS-N als überregionale/regionale Straßenverbindungen definiert sind Verbindungen von bezirklichen Hauptzentren und besonderen Mittelzentren, Anbindungen dieser Zentren an die Straßen der Stufe I, Anbindungen von Verbindungspunkten des großräumigen Verkehrssystems (Flughäfen, Fernbahnhöfe, Häfen) oder Verkehrsstärken mit mehr als 50.000 Kfz/Tag.

Kategorie III örtliche Straßenverbindung:

nach RAS-N als zwischengemeindliche Straßenverbindung definiert, sind Verbindungen von sonstigen Mittelzentren und Unterzentren oder Ortsteilen mit den Haupt- und besonderen Mittelzentren, Verbindungen zwischen den sonstigen Mittelzentren und Unterzentren oder Ortsteilen, Anbindungen von Verknüpfungspunkten des regionalen Verkehrssystems (Regionalbahnhöfe, P+R-Anlagen), Straßen mit Verkehrsstärken von mehr als 25.000 Kfz/Tag.

Kategorie IV Ergänzungsstraßen:

nach RAS-N als flächenerschließende Straßenverbindungen bezeichnet, sind Anbindungen und Erschließungen von Wohn- und Gewerbegebieten sowie Industriegebieten und solche mit Aufnahme des straßengebundenen ÖPNV (Straßenbahn, Bus)

Sonstiges

Im Vergleich mit anderen Bundesländern entspricht „Kategorie I“ den Bundesstraßen, „Kategorie II“ den Landesstraßen, „Kategorie III“ einer Kreisstraße und die Entsprechung zu Kategorie IV sind Ortsverbindungsstraßen.

In der Berliner Straßenliste ist eine „StEP-Kategorie V“ (Nebenstraßen, als „nicht kategorisiert“) für sonstige, nicht für den Stadtentwicklungsplan einsortierte gewidmete Straßen aufgenommen. Außer diesen für Zuständigkeiten beim Straßenbau, die kommunalen Pläne und ihre Bedeutung im Verkehrssystem geschaffenen Kategorien des Berliner Systems besteht eine Klassierung der Berliner Straßen im „Regionalen Bezugssystem“ (RBS) des FIS-Broker Landeskartenwerks Berlin, die dem OKSTRA-System untergeordnet sind.
- Straßenklassifizierung gemäß RBS: beispielsweise STRA (Straße), PSTR (Privatstraße), STFO (Forststraße), VWEG (Verbindungsweg), PLAT für Plätze. Da weitere Objekte im RBS erfasst sind gibt es Klassen wie Park (PARK), Grünanlage (GRAL), Kleingartenanlage (KGA), Brücken (BRUE), Forstamt (FOAM) oder Fußweg (FUWE).
- Für die Anpassung an die bundesweite OKSTRA-Systematik sind Berlins Straßen zusätzlich mit OKSTRA-Klassen aufgeführt. Zu dieser Unterteilung gehören solche wie A für Autobahn, B für Bundesstraßen, G für Gemeindestraße, F für Fußgängerobjekte (hier auch Parks), P für Privatflächen (wie KGA) und insbesondere die Klassen N und X für bei bestimmten Planungen ausgenommene Objekte.[4][5][6][7]

Die bezirkliche Straßenverkehrsbehörden sind zuständig für Nebenstraßen im untergeordneten Straßennetz. Für Verkehrsmaßnahmen im übergeordneten Straßennetz (Hauptverkehrsstraßen) ist grundsätzlich die Verkehrslenkung Berlin zuständig. Die Straßenverkehrsbehörde handelt in enger Zusammenarbeit mit der bezirklichen Straßenbaubehörde (Tiefbauamt) und dem Verkehrsdienst der zuständigen Polizeidirektion.

## Geschichte
Der erste Stadtentwicklungsplan Verkehr (StEP Verkehr 1.0) wurde in den Jahren 2001 bis 2003 erarbeitet (mit Fortschrittsberichten Januar 2006 und Juni 2008) und besaß einen Zielhorizont 2015. Seitdem ist die Menge des Straßenverkehrs in Berlin rückläufig. Veränderungen im übergeordneten Straßennetz der Kategorie I und II erfolgten nur infolge neuer Bundeswege wie der Verlängerung der A 113 nach Adlershof (2004) und Schönefeld (2008).
Der zweite Stadtentwicklungsplan Verkehr (StEP Verkehr 2.0) wird wenige Anpassungen in den höheren Kategorie bewirken – dazu gehört die im Bau befindliche Verlängerung der A 100 über das Ostkreuz hinaus, die geplante Straßenverbindung vom vorhandenen Anschluss an die B 2 zum Knotenpunkt Alt-Karow / Bahnhofstraße in Karow-Nord, sowie das in der Planung befindliche Mittelstück Tangentiale Verbindung Ost zwischen Wuhlheide und B 1/B 5.

## Zentrumsbereiche
Der Stadtentwicklungsplan Zentren nennt zwei Zentrumsbereiche für Berlin:
- Zentrumsbereich Historische Mitte: Alexanderplatz, Friedrichstraße, Potsdamer Platz und
- Zentrumsbereich City West: Zoo, Kurfürstendamm, Tauentzienstraße, Wilmersdorfer Straße.

Dies sind Oberzentren und im Sinne der Raumentwicklung großräumig angeschlossen.
Der Stadtentwicklungsplan Zentren benennt zu den in den zwei Zentrumsbereichen eingeschlossenen
- fünf Hauptzentren
  - Wilmersdorfer Straße,
  - Zoo/Kurfürstendamm/Tauentzienstraße,
  - Potsdamer Platz,
  - Friedrichstraße,
  - Alexanderplatz
- weitere sieben Hauptzentren
  - Neukölln: Hermannplatz/Karl-Marx-Straße/Kottbusser Damm,
  - Steglitz, Schöneberg: Schloßstraße,
  - Spandau: Altstadt Spandau,
  - Tegel: Gorkistraße/Berliner Straße,
  - Pankow,
  - Friedrichshain/Lichtenberg: Frankfurter Allee und
  - Köpenick: Bahnhofstraße.

Dies sind Mittelzentren im Sinne der Raumentwicklung und des übergeordneten Planungsbereichs.
Nachrangig sind Stadtteil- und Ortsteilzentren, die die 97 Ortsteile Berlins versorgen.

## Liste Kategorie I: Großräumige Straßenverbindungen
Im Folgenden findet sich ein Verzeichnis der Berliner Straßen in dieser Kategorie. Der Großstadtsituation entsprechend führen manche dieser Verkehrswege durch mehrere Ortsteile. Andererseits besteht kein unmittelbarer Zusammenhang zwischen Straßenname und Kategorisierung, sodass manche der aufgeführten Straßen nur auf einem Teil zur entsprechenden Kategorie gehören.
| - A - Alexanderplatz (Mitte), - Alexanderstraße (Mitte), - Alt-Biesdorf (Biesdorf, Marzahn), - Alt-Friedrichsfelde (Friedrichsfelde, Marzahn), - Alt-Kaulsdorf (Kaulsdorf), - Alt-Mahlsdorf (Mahlsdorf), - Alt-Treptow (Alt-Treptow), - Am Treptower Park (Alt-Treptow, Plänterwald), - An den Treptowers (Alt-Treptow), - Asternplatz (Lichterfelde), - Behrenstraße (Mitte), - B - Berliner Allee (Weißensee), - Berliner Straße (Zehlendorf), - Bismarckstraße (Charlottenburg), - Bulgarische Straße (Plänterwald), - Bundesstraße 2 (Stadtrandsiedlung Malchow), - D - Dominicusstraße (Schöneberg), - Dorfstraße (Malchow), - Dorotheenstraße (Mitte), - E - Ebertstraße (Mitte, Tiergarten), - Elsenstraße (Friedrichshain, Alt-Treptow), - Ernst-Reuter-Platz (Charlottenburg), - F - Frankfurter Allee (Friedrichshain, Rummelsburg, Lichtenberg), - G - Gertraudenstraße (Mitte), - Glinkastraße (Mitte), - Greifswalder Straße (Prenzlauer Berg), - Großer Stern (Tiergarten), - Grunerstraße (Mitte), - H - Hauptstraße (Schöneberg), - Heerstraße (Westend, Staaken, Wilhelmstadt), - Holzmarktstraße (Friedrichshain), Holzmarktstraße (Mitte), - K - Kaiserdamm (Westend, Charlottenburg), - Kapweg (Reinickendorf), - Karl-Liebknecht-Straße (Mitte), - Karl-Marx-Allee (Mitte, Friedrichshain), - Knobelsdorffstraße (Westend, Charlottenburg), - Königin-Elisabeth-Straße (Westend), - Köpenicker Landstraße (Plänterwald), - Kurt-Schumacher-Damm (Reinickendorf), | - L - Leipziger Platz (Mitte), - Leipziger Straße (Mitte), - Lustgarten (Mitte), - M - Malchower Chaussee (Stadtrandsiedlung Malchow), - Messedamm (Westend), - Molkenmarkt (Mitte), - Mühlendamm(Mitte), - Mühlenstraße (Friedrichshain), - Müllerstraße (Wedding), - O - Otto-Braun-Straße (Mitte, Prenzlauer Berg), - P - Platz des 18. März (Mitte), - Potsdamer Chaussee (Nikolassee, Zehlendorf), - Prenzlauer Allee (Prenzlauer Berg), - Prenzlauer Promenade (Heinersdorf, Weißensee, Pankow), - Puschkinallee (Alt-Treptow), - S - Sachsendamm (Schöneberg), - Scharnweberstraße (Reinickendorf), - Schloßstraße (Steglitz), - Sophie-Charlotten-Straße (Charlottenburg), - Spandauer Straße (Mitte), - Stralauer Allee (Friedrichshain), - Stralauer Platz (Friedrichshain), - Stralauer Straße (Mitte), - Straße des 17. Juni (Charlottenburg, Tiergarten), - Strausberger Platz (Friedrichshain), - T - Theodor-Heuss-Platz (Westend), - U - Unter den Eichen (Lichterfelde), - Unter den Linden (Mitte), - W - Wilhelmstraße (Mitte), - sowie die Autobahnen im Stadtgebiet - A 10, - A 100, - A 103, - A 111, - A 113, - A 114, - A 115 und - A 117. |

## Liste Kategorie II: Übergeordnete Straßenverbindungen
Im Folgenden findet sich ein Verzeichnis der Berliner Straßen in dieser Kategorie. Der Großstadtsituation entsprechend führen manche dieser Verkehrswege durch mehrere Ortsteile. Andererseits besteht kein unmittelbarer Zusammenhang zwischen Straßenname und Kategorisierung, sodass manche der aufgeführten Straßen nur auf einem Teil zur entsprechenden Kategorie gehören. Örtlich getrennte Straßenzüge, die in dieser Kategorie genannt sind, wurden mit unterscheidender Ortsteilangabe mehrfach in die Liste aufgenommen. Die Verkehrsplanung des Straßenentwicklungsplans wurde 2011 zum bestehenden Netzes gefasst, in der Planung 2025 ist die für die nächsten Jahre zu erwartende Auslastung bedacht. Mit den aktuellen Änderungen am Straßennetz durch Aus- und Neubau an und um Straßen werden die Kategorien aktuell angepasst.
| - A - Adlergestell (Adlershof, Grünau, Niederschöneweide), - Afrikanische Straße (Wedding), - Ahrensfelder Chaussee (Falkenberg), - Alarichstraße (Tempelhof), - Albrechtstraße (Steglitz), - Alice-Salomon-Platz (Hellersdorf), - Alt-Blankenburg (Blankenburg), - Alt-Buch (Buch), - Alt-Buckow (Buckow), - Alt-Gatow (Gatow), - Alt-Karow (Karow), - Alt-Mariendorf (Mariendorf), - Alt-Moabit (Moabit), - Alt-Müggelheim (Müggelheim), - Altensteinstraße (Dahlem), - Altentreptower Straße (Biesdorf, Hellersdorf), - Altonaer Straße (Hansaviertel, Moabit, Tiergarten), - Altstädter Ring (Spandau), - Am Juliusturm (Haselhorst, Spandau), - Am Kiesteich (Falkenhagener Feld, Staaken), - Am Nordgraben (Reinickendorf, Wittenau), - Am Oberbaum (Friedrichshain), - Am Tierpark (Friedrichsfelde), - Am Treptower Park (Alt-Treptow), - Amrumer Straße (Wedding), - An der Putlitzbrücke (Moabit), - An der Urania (Schöneberg), - An der Wuhlheide (Oberschöneweide), - Antonienstraße (Reinickendorf), - Argentinische Allee (Dahlem, Zehlendorf), - Arnulfstraße (Schöneberg, Tempelhof), - Attilastraße (Steglitz, Tempelhof), - Auguste-Viktoria-Straße (Grunewald), - B 96a (Süd) (Altglienicke, Grünau), - B - Bachstraße (Charlottenburg, Hansaviertel), - Badstraße (Gesundbrunnen), - Bahnhofstraße (Blankenburg, Französisch Buchholz), - Bahnhofstraße (Köpenick), - Barnetstraße (Lichtenrade), - Baumschulenstraße (Baumschulenweg), - Beeskowdamm (Zehlendorf), - Berliner Straße (Hermsdorf), - Berliner Straße (Pankow), - Berliner Straße (Prenzlauer Berg), - Berliner Straße (Wilmersdorf), - Bernauer Str. (Gesundbrunnen), - Bernauer Straße (Siemensstadt, Tegel), - Bersarinplatz (Friedrichshain), - Beusselstraße (Charlottenburg-Nord, Moabit), - Bismarckplatz (Grunewald), - Blanckertzweg (Lichterfelde), - Blankenburger Chaussee (Blankenburg, Karow), - Blankenburger Pflasterweg (Stadtrandsiedlung Malchow), - Blankenburger Straße (Französisch Buchholz, Heinersdorf, Niederschönhausen), - Blankenburger Weg (Französisch Buchholz), - Blankenfelder Chaussee (Blankenfelde), - Blaschkoallee (Britz), - Blumberger Damm (Biesdorf, Marzahn), - Blücherstraße (Kreuzberg), - Bornholmer Straße (Gesundbrunnen, Prenzlauer Berg), - Boxhagener Straße (Friedrichshain), - Brandenburgische Straße (Wilmersdorf), - Breite Straße (Pankow), - Breitenbachplatz (Dahlem), - Britzer Damm (Britz), - Britzer Straße (Mariendorf), - Brunnenstraße (Gesundbrunnen, Mitte), - Brunsbütteler Damm (Spandau, Staaken), - Brückenstraße (Mitte), - Bucher Chaussee (Karow), - Bucher Straße (Französisch Buchholz), - Buckower Chaussee (Lichtenrade, Marienfelde), - Buckower Damm (Britz, Buckow), - Budapester Straße (Charlottenburg, Tiergarten), - Bundesallee (Friedenau, Wilmersdorf), - Bundesplatz (Wilmersdorf) und Bundesplatztunnel (Wilmersdorf), - Buschallee (Weißensee), - Buschkrugallee (Britz), - Bülowstraße (Schöneberg), - C - Charlottenburger Chaussee (Spandau), - Chausseestraße (Mitte, Wedding), - Clayallee (Dahlem, Grunewald, Schmargendorf, Zehlendorf), - Columbiadamm (Kreuzberg, Neukölln, Tempelhof), - D - Danziger Straße (Prenzlauer Berg), - Daumstraße (Haselhorst), - Dietzgenstraße (Blankenfelde, Niederschönhausen, Rosenthal), - Dillenburger Straße (Dahlem), - Dominicusstraße (Schöneberg), - Dorfstraße (Falkenberg), - Drakestraße (Lichterfelde), - Dudenstraße (Kreuzberg), - E - Eberswalder Straße (Prenzlauer Berg), - Edisonstraße (Oberschöneweide), - Eichborndamm (Reinickendorf, Wittenau), - Einemstraße (Schöneberg, Tiergarten), - Ellen-Epstein-Straße (Moabit), - Elsenstraße (Alt-Treptow), - Englerallee (Dahlem), - Erkstraße (Neukölln), - Ernst-Ruska-Ufer (Adlershof, Johannisthal), - F - Falckensteinstraße (Kreuzberg), - Falkenberger Chaussee (Alt-Hohenschönhausen, Neu-Hohenschönhausen), - Falkenseer Chaussee (Falkenhagener Feld, Spandau), - Falkenseer Damm (Spandau), - Falkenseer Platz (Spandau), - Fehrbelliner Platz (Wilmersdorf), - Fennstraße (Moabit, Wedding), - Niederschöneweide, - Ferdinand-Friedensburg-Platz (Haselhorst), - Filandastraße (Steglitz), - Flughafenstraße (Neukölln), - Friedenfelser Straße (Marienfelde), - Friedenstraße (Mariendorf), - Friedrich-Engels-Straße (Niederschönhausen, Rosenthal), - Friedrich-Karl-Straße (Tempelhof), - Friedrich-Krause-Ufer (Moabit), - Friedrich-Wilhelm-Platz (Friedenau), - Friedrichshagener Straße (Köpenick), - Föhrer Brücke (Moabit), - Föhrer Straße (Wedding), - Fürstenwalder Allee (Rahnsdorf), - Fürstenwalder Damm (Friedrichshagen, Rahnsdorf), - G - Gartenfelder Straße (Haselhorst, Siemensstadt), - Gartenstraße (Mitte), - Gatower Straße (Gatow, Wilhelmstadt), - General-Ganeval-Brücke (Charlottenburg-Nord), - George-C.-Marshall-Brücke (Tiergarten), - Germelmannbrücke (Tempelhof), - Gitschiner Straße (Kreuzberg), - Glienicker Straße (Köpenick), - Glienicker Weg (Adlershof), - Gneisenaustraße (Kreuzberg), - Godbersenstraße (Schmöckwitz), - Goebenstraße (Schöneberg), - Goerdelerdamm (Charlottenburg-Nord), - Goerzallee (Lichterfelde), - Gosener Damm (Müggelheim), - Gosener Landstraße (Müggelheim), - Grabbeallee (Niederschönhausen), - Gradestraße (Britz, Mariendorf), - Granitzstraße (Pankow), - Grazer Damm (Schöneberg), - Grenzallee (Neukölln), - Großbeerenstraße (Mariendorf, Marienfelde), - Grunewaldstraße (Steglitz), - Gülzower Straße (Hellersdorf), - Gürtelstraße (Friedrichshain, Lichtenberg), - H - Habelschwerdter Allee (Dahlem), - Halenseestraße (Grunewald, Westend), - Hallesches Ufer (Kreuzberg), - Halskestraße (Steglitz), - Hannoversche Straße (Mitte), - Hansastraße (Alt-Hohenschönhausen, Weißensee), - Hardenbergstraße (Charlottenburg), - Hasenheide (Kreuzberg), - Hauptstraße (Alt-Hohenschönhausen), - Hauptstraße (Rummelsburg), - Hauptstraße (Schöneberg), - Heidestraße (Moabit), - Heiligenseestraße (Tegel), - Heinersdorfer Straße (Blankenburg), - Heinrich-Heine-Straße (Mitte), - Heinrich-Mann-Platz (Niederschönhausen), - Heinrich-Mann-Straße (Niederschönhausen), - Hellersdorfer Straße (Hellersdorf), - Hermann-Hesse-Straße (Niederschönhausen), - Hermannplatz (Neukölln), - Hermannstraße (Neukölln), - Hermsdorfer Damm (Hermsdorf, Tegel), - Hessische Straße (Mitte), - Hildburghauser Straße (Lichterfelde, Marienfelde), - Hindenburgdamm (Lichterfelde), - Hobrechtsfelder Chaussee (Buch), - Hofjägerallee (Tiergarten), - Hohenstaufenstraße (Schöneberg), - Hohenzollerndamm (Grunewald, Schmargendorf, Wilmersdorf), - Holländerstraße (Reinickendorf), - Holzhauser Straße (Tegel, Wittenau), - Hubertusallee (Grunewald), - Hultschiner Damm (Mahlsdorf), - Hönower Straße (Mahlsdorf), - Hüttenweg (Nikolassee, Zehlendorf), - I - Indira-Gandhi-Straße (Alt-Hohenschönhausen, Weißensee), - Innsbrucker Platz (Schöneberg), - Invalidenstraße (Mitte, Moabit), - J - Jafféstraße (Westend), - Jakob-Kaiser-Platz (Charlottenburg-Nord), - Jannowitzbrücke (Mitte), - Joachim-Tiburtius-Brücke (Steglitz), - Joachimsthaler Straße (Charlottenburg, Wilmersdorf), - Johannisthaler Chaussee (Baumschulenweg, Britz, Buckow, Gropiusstadt, Rudow), - K - Kaiser-Friedrich-Straße (Charlottenburg), - Kaiser-Wilhelm-Straße (Lankwitz), - Kaiserin-Augusta-Allee (Charlottenburg, Moabit), - Kamenzer Damm (Lankwitz), - Kantstraße (Charlottenburg), - Karl-Kunger-Straße (Alt-Treptow), - Karl-Marx-Straße (Neukölln), - Karlshorster Straße (Niederschöneweide, Rummelsburg), - Karolinenstraße (Tegel), - Karower Chaussee (Buch, Karow), - Karower Damm (Blankenburg), - Kirchhainer Damm (Lichtenrade), - Kladower Damm (Gatow, Kladow), - Kleiststraße (Schöneberg), - Klemkestraße (Niederschönhausen, Reinickendorf), - Klingelhöferstraße (Tiergarten), - Klosterbuschweg (Staaken), - Klosterstraße (Spandau), - Knausstraße (Steglitz), - Kniprodestraße (Prenzlauer Berg), - Kolonnenstraße (Schöneberg), - Konstanzer Straße (Wilmersdorf), - Kottbusser Damm (Kreuzberg), - Kottbusser Straße (Kreuzberg), - Kottbusser Tor (Kreuzberg), - Kranoldplatz (Lichterfelde), - Krugstege (Blankenburg), - Kurfürstendamm (Charlottenburg, Halensee), - Kurfürstenstraße (Tiergarten), - Reinickendorf, Tegel | - L - Königin-Luise-Straße (Dahlem, Steglitz), - Königsberger Straße (Lichterfelde), - Königstraße (Wannsee), - Köpenicker Allee (Köpenick), - Köpenicker Chaussee (Rummelsburg), - Köpenicker Landstraße (Baumschulenweg, Niederschöneweide, Plänterwald), - Köpenicker Straße (Adlershof), - Köpenicker Straße (Biesdorf, Köpenick), - Landsberger Allee (Fennpfuhl, Friedrichshain, Hellersdorf, Lichtenberg, Marzahn, Prenzlauer Berg), - Lankwitzer Straße (Lichterfelde, Mariendorf), - Leonorenstraße (Lankwitz), - Lessingstraße (Hansaviertel, Moabit), - Levetzowstraße (Moabit), - Lewishamstraße (Charlottenburg), - Lichtenberger Straße (Friedrichshain), - Lichtenrader Damm (Lichtenrade), - Lietzenburger Straße (Charlottenburg, Schöneberg, Wilmersdorf), - Lindauer Allee (Reinickendorf), - Lindenstraße (Köpenick), - Lindenstraße (Schmöckwitz), - Lindenthaler Allee (Zehlendorf), - Lise-Meitner-Straße (Charlottenburg, Charlottenburg-Nord), - Louise-Schroeder-Platz (Wedding), - Luisenplatz (Charlottenburg), - Luxemburger Straße (Wedding), - Lützowplatz (Tiergarten), - Lützowufer (Tiergarten), - M - Magistratsweg (Staaken), - Mahlsdorfer Straße (Köpenick, Mahlsdorf), - Malteserstraße (Lankwitz, Marienfelde), - Manteuffelstraße (Tempelhof), - Mariendorfer Damm (Lichtenrade, Mariendorf, Tempelhof), - Marienfelder Allee (Marienfelde), - Marienfelder Chaussee (Buckow), - Markgrafendamm (Friedrichshain), - Markstraße (Reinickendorf), - Marktstraße (Rummelsburg), - Martin-Luther-Straße (Schöneberg), - Masurenallee (Westend), - Max-Dohrn-Straße (Charlottenburg-Nord), - Mehringbrücke (Kreuzberg), - Mehringdamm (Kreuzberg), - Messedamm (Westend), - Michael-Brückner-Straße (Niederschöneweide), - Michelangelostraße (Prenzlauer Berg), - Mierendorffplatz (Charlottenburg), - Mierendorffstraße (Charlottenburg), - Minna-Cauer-Straße (Moabit), - Mohriner Allee (Britz), - Mollstraße (Mitte), - Morgensternstraße (Lichterfelde), - Moritzplatz (Kreuzberg), - Motzener Straße (Marienfelde), - Munsterdamm (Steglitz), - Märkische Allee (Biesdorf, Marzahn), - Möllendorffstraße (Fennpfuhl, Lichtenberg), - Müggelheimer Damm (Köpenick, Müggelheim), - Müggelheimer Straße (Köpenick), - Mühlenstraße (Pankow), - Müllerstraße (Wedding), - Nachodstraße (Wilmersdorf), - Nahmitzer Damm (Marienfelde), - N - Nennhauser Damm (Staaken), - Neue Bahnhofstraße (Friedrichshain), - Neue Filandastraße (Steglitz), - Neue Kantstraße (Charlottenburg, Westend), - Neue Späthstraße (Baumschulenweg, Britz), - Neuendorfer Straße (Hakenfelde, Spandau), - Neuköllner Straße (Rudow), - Niederneuendorfer Allee (Hakenfelde), - Nollendorfplatz (Schöneberg), - Nonnendammallee (Haselhorst, Siemensstadt), - Nürnberger Straße (Wilmersdorf), - O - Oberbaumbrücke (Spree) (Friedrichshain), - Oberbaumstraße (Kreuzberg), - Oberspreestraße (Adlershof, Köpenick, Niederschöneweide), - Olivaer Platz (Charlottenburg), - Ollenhauerstraße (Reinickendorf, Wittenau), - Onkel-Tom-Straße (Zehlendorf), - Oranienburger Chaussee (Frohnau), - Oranienburger Straße (Wittenau), - Oraniendamm (Waidmannslust, Wittenau), - Osdorfer Straße (Lichterfelde), - Osloer Straße (Gesundbrunnen, Wedding), - Ostpreußendamm (Lichterfelde), - Ostseestraße (Prenzlauer Berg), - Otto-Suhr-Allee (Charlottenburg), - P - Pallasstraße (Schöneberg), - Pankstraße (Gesundbrunnen), - Pastor-Niemöller-Platz (Niederschönhausen), - Paul-Schneider-Straße (Lankwitz), - Paulsternstraße (Haselhorst), - Paulstraße (Moabit), - Perleberger Straße (Moabit), - Petersburger Straße (Friedrichshain), - Platz der Luftbrücke (Tempelhof), - Platz der Vereinten Nationen (Friedrichshain), - Potsdamer Chaussee (Gatow, Kladow, Wilhelmstadt), - Nikolassee, Wannsee, - Prellerweg (Schöneberg), - Prinzenallee (Gesundbrunnen), - Prinzenstraße (Kreuzberg), - Puschkinallee (Alt-Treptow), - Putlitzstraße (Moabit), - Q - Quitzowstraße (Moabit), - R - Rathausstraße (Mariendorf), - Rathenauplatz (Grunewald), - Rauchstraße (Hakenfelde), - Reichpietschufer (Kreuzberg, Tiergarten), - Reichsstraße (Westend), - Reinickendorfer Straße (Wedding), - Reißeckstraße (Mariendorf), - Rennbahnstraße (Weißensee), - Residenzstraße (Gesundbrunnen, Reinickendorf), - Rhinstraße (Alt-Hohenschönhausen, Friedrichsfelde, Marzahn), - Richard-von-Weizsäcker-Platz, - Riesaer Straße (Hellersdorf), - Ringstraße (Mariendorf, Tempelhof), - Rixdorfer Straße (Mariendorf), - Roedernallee (Reinickendorf, Wittenau), - Romain-Rolland-Straße (Heinersdorf), - Rothenbachstraße (Heinersdorf), - Rudolf-Rühl-Allee (Köpenick), - Rudower Straße (Buckow), - Ruhlebener Straße (Spandau, Wilhelmstadt), - Rummelsburger Landstraße (Oberschöneweide), - Rummelsburger Straße (Oberschöneweide), - Ruppiner Chaussee (Heiligensee), - S - Saarstraße (Friedenau, Schöneberg), - Saatwinkler Damm (Charlottenburg-Nord, Siemensstadt), - Sachsendamm (Schöneberg), - Salvador-Allende-Straße (Köpenick), - Scharnweberstraße (Reinickendorf), - Schichauweg (Lichtenrade, Marienfelde), - Schildhornstraße (Steglitz), - Schildower Straße (Blankenfelde), - Schillstraße (Tiergarten), - Schlesische Straße (Kreuzberg), - Schloßbrücke (Charlottenburg), - Schloßstraße (Steglitz), - Schmiljanstraße (Friedenau), - Schnellerstraße (Niederschöneweide), - Schorfheidestraße (Märkisches Viertel, Reinickendorf, Wittenau), - Schorlemerallee (Dahlem), - Schulstraße (Wedding), - Schulzendorfer Straße (Heiligensee), - Schwanebecker Chaussee (Buch), - Schwarzbacher Straße (Grunewald, Halensee), - Schwedenstraße (Gesundbrunnen), - Schöneberger Straße (Tempelhof), - Schöneberger Ufer (Kreuzberg, Tiergarten), - Schönerlinder Straße (Buch, Französisch Buchholz), - Schönhauser Allee (Prenzlauer Berg), - Schönholzer Straße (Pankow), - Seestraße (Moabit, Wedding), - Siemensdamm (Charlottenburg-Nord, Siemensstadt), - Siemensstraße (Lankwitz, Steglitz), - Siemensstraße (Moabit), - Siemensstraße (Oberschöneweide), - Skalitzer Straße (Kreuzberg), - Sonnenallee (Baumschulenweg, Neukölln), - Spandauer Damm (Charlottenburg, Spandau, Westend), - Spichernstraße (Wilmersdorf), - Spindlersfelder Straße (Köpenick, Oberschöneweide), - Spreestraße (Niederschöneweide), - Spreeweg (Moabit, Tiergarten), - Späthstraße (Baumschulenweg, Britz), - Steglitzer Damm (Steglitz), - Stendaler Straße (Hellersdorf), - Sterndamm (Johannisthal, Niederschöneweide), - Storkower Straße (Fennpfuhl, Lichtenberg, Prenzlauer Berg), - Straße 427 (Marienfelde), - Straße vor Schönholz (Niederschönhausen), - Streitstraße (Hakenfelde), - Stromstraße (Moabit), - Stubenrauchstraße (Johannisthal, Rudow), - Suermondtstraße (Alt-Hohenschönhausen), - Südstern (Kreuzberg), - T - Tegeler Weg (Charlottenburg, Charlottenburg-Nord), - Teltower Damm (Zehlendorf), - Tempelhofer Damm (Tempelhof), - Tempelhofer Ufer (Kreuzberg), - Tempelhofer Weg (Britz), - Teplitzer Straße (Grunewald), - Thorwaldsenstraße (Steglitz), - Torstraße (Mitte), - Treskowallee (Friedrichsfelde, Karlshorst, Oberschöneweide), - Tunnel Tiergarten (Moabit, Tiergarten), - Tunnel am Adenauerplatz (Charlottenburg), - U - Ullsteinstraße (Mariendorf, Tempelhof), - Urbanstraße (Kreuzberg), - V - Vor dem Schlesischen Tor (Kreuzberg), - W - Waidmannsluster Damm (Tegel, Waidmannslust), - Waldstraße (Reinickendorf), - Waltersdorfer Chaussee (Rudow), - Warschauer Straße (Friedrichshain), - Wartenberger Weg (Malchow, Neu-Hohenschönhausen), - Wassertorplatz (Kreuzberg), - Waterloo-Ufer (Kreuzberg), - Weißenseer Weg (Alt-Hohenschönhausen, Fennpfuhl), - Wildenbruchstraße (Alt-Treptow, Neukölln), - Wilhelmsruher Damm (Märkisches Viertel, Rosenthal, Wittenau), - Wilhelmstraße (Kreuzberg, Mitte), - Wilhelmstraße (Wilhelmstadt), - Wiltbergstraße (Buch), - Wisbyer Straße (Prenzlauer Berg), - Wismarer Straße (Lichterfelde), - Wittestraße (Reinickendorf, Tegel), - Wolfensteindamm (Lichterfelde, Steglitz), - Wollankstraße (Gesundbrunnen, Pankow), - Woltersdorfer Landstraße (Rahnsdorf), - Wuhletalstraße (Marzahn), - Y - Yorckstraße (Kreuzberg, Schöneberg), - Z - Zepernicker Straße (Buch), - Zossener Straße (Kreuzberg), - Zufahrt zum Flughafen Tegel (Charlottenburg-Nord, Tegel) - sowie Anschlussstellen zu den Stadtautobahnen, teilweise Verbindungsfahrbahnen. |